# Leonardo Azzola
Leonardo-Christian Azzola (* 8. Juni 1959 in Cluj-Napoca, Rumänien) ist ein ehemaliger deutscher Eiskunstläufer.
Leonardo Azzola startete zunächst im Einzellauf bei Deutschen Meisterschaften. Er gewann 1982 die Nebelhorn Trophy.
1983 startete er erstmals bei Deutschen Meisterschaften im Paarlauf und wurde auf Anhieb zusammen mit Eispartnerin Claudia Massari Meister. 1984 startete das Paar bei den Olympischen Winterspielen. Trainer des Paares war Karel Fajfr. Im Mai 1984 trennte sich Leonardo Azzola vom Trainer und damit auch von seiner Eispartnerin. Während seiner aktiven Eislaufkarriere studierte Azzola Zahnmedizin. Nach dem Ende seiner Amateurlaufbahn ging er für ein Jahr zu einer Eisrevue.
Leonardo Azzola startete für den TuS Stuttgart Eissport.
Dr. Leonardo Azzola arbeitet als Zahnarzt in Gerlingen. Er blieb aber auch dem Eiskunstlauf treu und ist auch als Choreograph tätig.

## Erfolge/Ergebnisse
Einzellauf
| Wettbewerb/Wintersaison  | 1980 | 1981 | 1982 | 1983 | 1984 |
| ------------------------ | ---- | ---- | ---- | ---- | ---- |
| Deutsche Meisterschaften | 6.   | 5.   | 5.   | 5.   | 7.   |

Paarlauf
| Wettbewerb/Wintersaison  | 1983 | 1984 |
| ------------------------ | ---- | ---- |
| Olympische Winterspiele  | –    | 13.  |
| Weltmeisterschaften      | 16.  | WDR  |
| Europameisterschaften    | 7.   | 8.   |
| Deutsche Meisterschaften | 1.   | 1.   |

WDR = zurückgezogen